# Poecilimon celebi
Poecilimon celebi är en insektsart som beskrevs av Karabag 1953. Poecilimon celebi ingår i släktet Poecilimon och familjen vårtbitare. Inga underarter finns listade i Catalogue of Life.